# سيد نيمار
سيد عبد الله أو سيد نيمار (مواليد 12 يناير 2000) لاعب كرة قدم مصري محترف يلعب كلاعب وسط في نادي الزمالك.

## مسيرته الكروية

### الزمالك

#### موسم 2021-22
في 01 أغسطس 2022، مرر سيد نيمار تمريرة إلى سيف الدين الجزيري، سجل من خلالها الهدف الثاني لنادي الزمالك في شباك بيراميدز بالدقيقة 24 من عمر المباراة التي أقيمت على استاد القاهرة الدولى ضمن منافسات الجولة 29 من عمر مسابقة الدوري المصري الممتاز.